# Muswell Hillbillies
Albums de The Kinks
Percy
(1971) Everybody's in Show-Biz
(1972)
Muswell Hillbillies  est un album du groupe The Kinks paru en 1971 sous le label RCA.
La photo de la pochette a été prise dans un pub anglais du nord de Londres, l'Archway Tavern, où se rendait régulièrement la famille Davies.
Le disque ne recèle aucun hit conformément au projet initial de Ray Davies.
Les premières chansons (20th Century Man, Acute Schizophenia Paranoia Blues) dénoncent le monde contemporain, vécu comme oppressif ; les dernières chansons (Have a Cuppa Tea, Uncle Son) puisent leur inspiration dans les racines familiales des frères Davies. L'esprit et l'humour de Ray Davies affleurent dans chaque chanson de l'album (Alcohol, Holiday).

## Titres
Toutes les chansons sont de Ray Davies.

### Face 1
1. 20th Century Man – 5:57
2. Acute Schizophrenia Paranoia Blues – 3:32
3. Holiday – 2:40
4. Skin and Bone – 3:39
5. Alcohol – 3:35
6. Complicated Life – 4:02

### Face 2
1. Here Come the People in Grey – 3:46
2. Have a Cuppa Tea – 3:45
3. Holloway Jail – 3:29
4. Oklahoma, U.S.A. – 2:38
5. Uncle Son – 2:33
6. Muswell Hillbilly – 4:58

### Titres bonus de la réédition remasterisée de 1998
1. Mountain Woman – 3:08
2. Kentucky Moon – 3:57